# Léry, Eure
Léry är en kommun i departementet Eure i regionen Normandie i norra Frankrike. Kommunen ligger i kantonen Val-de-Reuil som tillhör arrondissementet Les Andelys. År 2022 hade Léry 1 984 invånare.

## Befolkningsutveckling
Antalet invånare i kommunen Léry
Referens:INSEE